# Ester Bruzkus
Ester Bruzkus (* in Haifa) ist eine international tätige deutsche Architektin mit dem Schwerpunkt Innenarchitektur.

## Biografie
Ester Bruzkus studierte Architektur an der Technischen Universität Berlin und später an der École Nationale Supérieure d’Architecture de Paris-Belleville. 2002 gründete sie ihr eigenes Büro Ester Bruzkus Architekten, das sie zusammen mit ihrem Partner Peter Greenberg führt. 2016 und 2017 war sie als Gastprofessorin für das Architecture Undergraduate Study Abroad Program des Wentworth Institute of Technology in Berlin tätig.
Ester Bruzkus’ erste große Projekte waren zwischen 2008 und 2011 die Gestaltung der Innenräume der Hotels Mani und Amano sowie des Dean Clubs im ehemaligen Ost-Berlin. Der Erfolg des Entwurfs in der Fachwelt wie für das Publikum führte zu weiteren Aufträgen in Berlin und im Ausland und kann als ihr Durchbruch betrachtet werden. In der Folge wurde das Büro mit dem Entwurf von mehreren Hotels für die Marke Azimut in Russland betraut und gestaltete vielfach ausgezeichnete private Wohnprojekte. Zu dieser Zeit begann die langjährige Zusammenarbeit mit Koch und Gastronom Tim Raue, für den Bruzkus neben dem 2010 eröffneten Restaurant Tim Raue die Restaurants Colette in München, Konstanz und Berlin sowie die Villa Kellermann gestaltete, die 2019 in Potsdam eröffnete.
Weitere Meilensteine in der deutschen Hauptstadt waren das preisgekrönte Generator Hostel sowie die Ausstattung des Kino Delphi Lux, einer der wenigen in Neubauten beheimateten Kinos des Berliner Kinounternehmens Yorck. Beispielhaft stehen diese Projekte von Ester Bruzkus für die Entwicklung Berlins in den letzten Jahren.
2018 gestalteten Ester Bruzkus Architekten das Interior des Restaurants L.A. Poke in Berlin-Mitte. Das vielfach rezipierte Projekt spielt mit Assoziationen, ohne auf vorhersehbare oder sentimentale Ikonografie zurückzugreifen. Zudem hat das Architekturbüro Restaurants für einige der renommiertesten Köche Berlins entworfen. Für die Gestaltung des Restaurants von Sternekoch Tim Raue in der denkmalgeschützten Villa Kellermann in Potsdam haben Ester Bruzkus Architekten ein Spiel mit starken Kontrasten inszeniert, das ganz wie bei den servierten Gerichten einen frischen und ungewöhnlichen Zugang zu bekannten Themen und Motiven findet. Neben den Projekten für Raue hat das Büro zwei Restaurants für die niederländischen Köche Lode & Stijn geplant, zuletzt Remi, welches 2020 eröffnet wurde.
Größere mediale Aufmerksamkeit erstellten Ester Bruzkus Architekten mit The Green Box, einem 2020 fertig gestellten Umbau eines Penthouses. Der offene Grundriss des Rohbaus wurde um eine maßgefertigte grüne Box, die einerseits Küche, Badezimmer und Schränke beherbergt und zugleich den umliegenden Raum in Eingangs-, Schlaf- und Wohnbereich teilt, ergänzt. Ester Bruzkus Architekten liefern damit eine zeitgenössische Interpretation des architektonischen Konzeptes vom „Raum im Raum“, das ebenfalls in der 2022 fertiggestellten Filiale der genossenschaftlichen PSD-Bank für Besprechungsräume und Schließfächer Anwendung findet. Das Büro hat die Schalterhalle eines historischen Postgebäudes in Berlin-Friedenau mit der Integration eines Cafés, eines Gemeinschaftswohnzimmers und Begrünung zu einem auch außerhalb der Geschäftszeiten geöffneten Treffpunkt für die Nachbarschaft transformiert.
Nach einem erfolgreichen Wettbewerb planen Ester Bruzkus Architekten gemeinsam mit David Chipperfield Architects Berlin die Interieurs eines Hotels und Restaurants für den Betreiber Nobu Hospitality in dem von David Chipperfield Architects entworfenen Hamburger Elbtower. Die Fertigstellung soll 2026 erfolgen.

## Privatleben
Ester Bruzkus wurde in Haifa, Israel geboren. Ihre Eltern stammen aus der ehemaligen Sowjetunion und zogen mit ihr nach West-Berlin, als sie zwei Jahre alt war. Sie lebte und arbeitete in den USA, Israel und Frankreich. Heute hat Bruzkus ihren Lebensmittelpunkt in Berlin.

## Design und Stil
Ester Bruzkus Architekten sind ein international tätiges Architektur- und Innenarchitekturbüro. Von der Gestaltung von Tischen und Möbeln über luxuriöse Residenzen und Arbeitsplätzen bis hin zu Restaurants und Hotels umfassen die Aufträge des Büros ein breites Arbeitsspektrum. Der Stil ist geprägt von Präzision, einem hohen Grad an Details sowie dem kontrastreichen Einsatz von Materialien und Farben. Zahlreiche Projekte vereinen viele Gegensätze und stellen oft massive und leichte, geschwungene und geradlinige, raue und glatte, verspielte und funktionale Elemente gegenüber. Bruzkus selbst beschreibt sich als Minimalist, „aber in meinem tiefsten Inneren liebe ich die Opulenz“.

## Projekte (Auswahl)
- Amano Hotel, Berlin (2009)
- Restaurant Tim Raue, Berlin (2010)
- Mani Hotel Bar, Berlin (2011)
- Azimut Hotel Moskau (2012)
- Dean Bar, Berlin (2013)
- Generator Hostel, Berlin (2013)
- Azimut Hotel Sankt Petersburg (2014)
- Restaurant Colette Tim Raue
  - München (2015)
  - Konstanz (2016)
  - Berlin (2016)
- Berlin Coffee, Berlin (2017)
- Meininger Hotel, Leipzig (2017)
- Delphi Lux Kino, Berlin (2017)
- Esters Apartment 2.0 (2017)
- L.A. Poke, Berlin (2018)
- Tim Raues Villa Kellermann (2019)
- The Green Box, Berlin (2020)
- Restaurant REMI, Berlin (2020)
- Coffee Shop KaDeWe, Berlin (2022)
- PSD Bank, Geschäftsstelle Berlin-Brandenburg (2022)

## Veröffentlichungen
- Ester Bruzkus Architekten: Works. 2021[12]

## Jury-Mitgliedschaften
- Best of Interior für 2022
- Frame Awards für 2021
- AIT Award für 2020

## Auszeichnungen (Auswahl)
| Jahr | Projekt                   | Award                                  | Kategorie                                       | Auszeichnung |
| ---- | ------------------------- | -------------------------------------- | ----------------------------------------------- | ------------ |
| 2022 | The Green Box             | PETA Vegan Interior Design Award       | Tierfreie Innenraumgestaltung                   | 1. Preis     |
| 2021 | The Green Box             | Best of Interior Award 2021            | Most Beautiful German Apartment                 | 1. Preis     |
| 2021 | Remi                      | Berlin Design Awards 2021              | Interior Design, Hospitality                    | 2. Preis     |
| 2020 | Villa Kellermann Tim Raue | Münchner Stoff Frühling Interior Award | Contract/Restaurant                             | 2. Preis     |
| 2019 | L.A. Poke                 | FRAME Award                            | Best of Restaurants and Bars 2019               | 1. Preis     |
| 2019 | Delphi Lux                | FRAME Award                            | Entertaining Venue of the Year 2019             | 1. Preis     |
| 2018 | Esters Apartment 2.0      | Best of Interior Award                 | Most Beautiful German Apartment                 | 1. Preis     |
| 2015 | Generator Hostel          | German Design Award                    | Excellent Communication Design, Interior Design | 1. Preis     |
| 2014 | Generator Hostel          | Gold Key Award                         | Interior/Hospitality                            | 1. Preis     |
| 2014 | Dean                      | Iconic Award                           | Interior/Hospitality                            | 1. Preis     |
| 2013 | Generator Hostel          | WIN Award                              | Hotel Interiors                                 | 1. Preis     |